# Sybilla Corbet of Alcester
Sybilla Corbet of Alcester, född 1077, död 1157, var en engelsk mätress.
Hon blev uppmärksammad för det förhållande hon hade med kung Henrik I av England. 
Hon fick fem barn med kungen mellan 1092 och 1114. Hon gifte sig 1114 med Herbert FitzHerbert.